# Marinesiedlung (Glücksburg)
Die Marinesiedlung in Glücksburg (Ostsee) an den Straßen Flandernweg und Narvikstraße entstand Ende der 1930er Jahre nach Plänen des Architekten Karl Frehse. Sie gehört zu den Kulturdenkmalen des Ortes.

## Hintergrund
Seit Anfang des 20. Jahrhunderts entstand 5 Kilometer südwestlich der Glücksburger Marinesiedlung schrittweise der Stützpunkt Flensburg-Mürwik. Ende der 1930er Jahre wurden weitere Kasernengebäude am Rande des Flensburger Ortsteils Mürwik beim Glücksburger Ortsteil Meierwik errichtet. 1939 entstand direkt beim Ort Glücksburg die neue, kleine Marinesiedlung. Der Architekt Karl Frehse hatte zuvor schon in den 1920er Jahren, zusammen mit Karl Bernt, den Parkhof in Flensburg-Mürwik, der ebenfalls als Wohnsitz für Marineangehörige diente, errichtet sowie teilweise der Bauleitung für die Marinesiedlung in Flensburg-Mürwik übernommen.
Die Glücksburger Marinesiedlung besteht aus zehn, schlichten Mehrfamilienhäusern aus rotem Backsteinen und Walmdächern. Die Straßenbenennung erfolgte im Kontext der Zeit. Am 28. Mai 1940 kapitulierte die belgische Armee in Flandern, womit die Schlacht um Belgien endete. Im April bis zum Juni 1940 fand im norwegischen Narvik die Schlacht um Narvik statt. Am Flandernweg wurden Häuser mit jeweils vier großzügigen Wohnungen errichtet, in den Offiziere wohnen sollten. Im Inneren dieser Wohnungen wurde deshalb auch Fischgrätenparkett verlegt. Zudem entstand dort auch ein herrschaftliches Doppelhaus. 1945 wurde zusätzlicher Wohnraum durch den Ausbau der Dachgeschosse der Marinesiedlung geschaffen. 1962 bis 1964 wurde direkt bei der Marinesiedlung die katholische St. Laurentiuskirche errichtet.
Heute beherbergt die Marinesiedlung 44 Wohnungen in welchen keine Militärangehörigen mehr untergebracht sind. Die Marinesiedlung zeichnet sich zudem bis heute durch eine umliegende Grüngestaltung aus. An den Häusern sind ein Schlussstein mit dem Baujahr 1939 sowie Steine mit Abbildungen von Ankern, Eichhörnchen, Fischen, Rosetten zu finden. Einige Motive wurden wahrscheinlich nach dem Kriegsende ausgetauscht.